# Kära Susan
Kära Susan (originaltitel: Suddenly Susan) är en amerikansk situationskomedi med Brooke Shields i huvudrollen som sändes på NBC 1996–2000.

## Handling
Brooke Shields spelar journalisten Susan Keane på hippa San Francisco-magasinet The Gate med en rad excentriska redaktionsmedlemmar. Hennes chef Jack Richmond (Judd Nelson) är bror till den som hon i pilotavsnittet skulle gifta sig med men övergav i kyrkan.

## Medverkande
| Brooke Shields   | – Susan Keane        |
| Nestor Carbonell | – Luis Rivera        |
| Kathy Griffin    | – Vicki Groener      |
| Barbara Barrie   | – Helen "Nana" Keane |
| Judd Nelson      | – Jack Richmond      |
| David Strickland | – Todd Stites        |
| Andrea Bendewald | – Maddy Piper        |
| Sherri Shepherd  | – Miranda Charles    |
| Eric Idle        | – Ian Maxtone-Graham |

## Om produktionen
Kära Susan var Brooke Shields första huvudroll i en TV-serie. Att det blev en TV-serie i sitcomgenren beror på hennes gästroll i Vänner där hon spelade en komisk stalker i den seriens andra säsongens SuperBowl-avsnitt. Även om serien utspelar sig i San Francisco spelades den huvudsakligen in på Warner Bros. Studios i Burbank.

## Mottagande
Serien var oerhört framgångsrik under första säsongen, men tittarsiffrorna sjönk betydligt under den andra och efterföljande säsonger.
Entertainment Weekly karaktäriserade serien i sin recension som en självmedveten 1990-talsversion av The Mary Tyler Moore Show.
Brooke Shields var nominerad till Bästa kvinnliga huvudroll i en TV-serie – musikal eller komedi på Golden Globe-galorna 1997 och 1998.

## Visning i Sverige
Serien visades i Sverige på TV3 ungefär ett år efter amerikanska sändningsdatum.